# Quercus sapotifolia
Quercus sapotifolia és una espècie de roure que pertany a la família de les fagàcies. És un arbre natiu del sud de Mèxic (Chiapas), Guatemala, Hondures, Nicaragua, Costa Rica, i Panamà. És una espècie dominant en bosc humit muntanya mitjana mixt i bosc nuvolós en associació amb avets en altituds de 1500 a 3200 msnm. Té una fusta molt resistent i duradora que s'utilitza per a la construcció de mobles, pals, tarimes i eines agrícoles; la seva escorça produeix tanins que s'utilitzen per a l'adobat de cuirs.

## Descripció
Són arbres que assoleixen una grandària de 4–20 (–30) m d'alt, escorça aspra, grisa a negra; tiges escassament tomentosos amb tricomes arrosetados i multiradiats, ben aviat glabres, cafè-vermell foscos tornant-se grisos en envellir, amb prominents lenticel·les blanques; gemmes ovat-el·líptiques, 2.5–3 mm de llarg i 1.5–2 mm d'ample. Fulles estretament el·líptiques a àmpliament el·líptiques però de vegades lanceolat-ovades o obovades,(3–) 5–12 (–16.5) cm de llarg i (1.2–) 2–5 (–6) cm d'ample, àpex arrodonit a agut, base subcordada, marge sencer, nervi marginal involut, fes glabra excepte per tricomes escampats a prop de la base del nervi principal, revés glabre excepte per fascicles de tricomes estipitats i multiradiats en algunes de les aixelles dels nervis secundaris i uns pocs tricomas laterals solitaris en el nervi principal, 8–14 parells de nervis secundaris, enfonsats o lleugerament impresos en la fes, el nervi principal i els nervis secundaris molt prominents en el revés, els nervis terciaris enfonsats en ambdues superfícies, subcoriàcies a coriàcies; pecíols 3–6 mm de llarg, estípules ligulades, 4–6 mm de llarg, glabres a lleugerament pubescents, llargament ciliades en el marge. Inflorescències estaminades 6–12 cm de llarg, periant 1.2–1.6 mm de llarg, pubescent al llarg dels marges dels llops, bractèola 1.5–2 mm de llarg; inflorescències pistilades 0.5–3 cm de llarg, amb 1-6 flors. Fruits 1–3 madurant en el raquis, peduncle 5–20 mm de llarg; cúpula hemisfèrica a turbinada, 4–7 mm d'alt i 7–12 mm d'ample en l'orifici, escates ovat-triangulars, 2–3 mm de llarg i 1.5–2 mm d'ample a la base, àpex agut, lleugerament pubescents al llarg del marge i al centre, planes a la base, cafè lluents; nou 8–14 mm de llarg i 6–9 mm d'ample, 20–35% inclosa en la cúpula, àpex arrodonit, apiculat; pericarp pubescent en la superfície interior.

## Taxonomia
Quercus sapotifolia va ser descrita per Frederick Michael Liebmann i publicat a Oversigt over det kongelige danske videnskabernes selskabs forhandlinger og dets medlemmers arbeider. 1854: 185. 1854.
Etimologia
Quercus: nom genèric del llatí que designava igualment al roure i a l'alzina.
sapotifolia: epítet
Sinonímia

- Quercus acutifolia var. microcarpa A.dc.
- Quercus amissiloba Trel.
- Quercus apanecana Trel.
- Quercus bumelioides Liebm.
- Quercus correpta Trel.
- Quercus donnell-smithii Trel.
- Quercus elliptica Liebm. ex A.dc.
- Quercus elliptica var. microcarpa A.dc.
- Quercus microcarpa Liebm.
- Quercus parviglans Trel.
- Quercus parviglans f. polycarpa Trel.
- Quercus parviglans f. tejadana Trel.
- Quercus persiifolia Liebm.
- Quercus persiifolia var. achoteana Trel. exYunck.
- Quercus persiifolia f. microcarpa Trel.
- Quercus siguatepequeana Trel.
- Quercus totutlensis A.dc.
- Quercus wesmaelii Trel.[5][6]